# Geispitzen
Geispitzen é uma comuna francesa na região administrativa de Grande Leste, no departamento Alto Reno. Estende-se por uma área de 6,04 km². Em 2010 a comuna tinha 469 habitantes (densidade: 77,6 hab./km²).